# George Bean (zanger)
George Bean is een Brits zanger en gitarist. Hij was de naamgever van George Bean and the Runners. De band speelde een rolletje in de film Privilege.
Bean mocht in en na 1963 vier singles opnemen voor Decca Records, waarvan een cover bevat van Mick Jaggers en Keith Richards Will you be my lover tonight. Bean werd bevriend met The Rolling Stones en diens manager Andrew Loog Oldham. Ook verscheen van hem Why must they critize?. Vervolgens verschenen twee singles op CBS. Later stapte Bean over naar het management van Robert Stigwood en kreeg een band om zich heen die bekend raakte onder de naam Trifle. Trifle kwam maar toe aan één album First meeting, Bean overleed in de maanden na de release (1970/1971.
George Bean and the Runners vormden een begeleidingsband en speelde met Cat Stevens en Lulu. In dat bandje zaten ook Tony Catchpole (later bij Alan Bown), Ray Russell en Alan Morris (heel even betrokken bij Procol Harum).  

## Discografie
- oktober 1963: Secret love (geproduceerd door Loog Oldham) (Decca)
- 24 januari 1964: Will you be my love tonight (idem)(Decca)
- juni 1964: Er um er
- augustus 1965: She belongs to me (van Bob Dylan)
- juni 1967: The candyshop is closed (CBS)
- maart 1968: Bring back lovin’(van Bean en Catchpole)
- 1969: All together now (United Artists Records)
- februari 1971: First meeting
- Old fashioned prayer meeting